# Football Club Crotone Calcio 2000-2001
Questa pagina raccoglie i dati riguardanti il Football Club Crotone Calcio per la stagione sportiva 2000-2001.

## Stagione
Nella stagione 2000-2001 al debutto in Serie B, la squadra calabrese si piazza con 53 punti in nona posizione di classifica. Ad agosto nella Coppa Italia la formazione pitagorica perde le 3 gare del girone 2 del turno preliminare, vinto dalla Sampdoria. La squadra rossoblù affidata al confermato Antonello Cuccureddu parte male anche in campionato, quattro sconfitte nelle prime cinque giornate, portano all'esonero del tecnico della promozione, al suo posto arriva Giuseppe Papadopulo che raddrizza la situazione, il Crotone chiude il girone di andata con 28 punti a metà classifica. Anche il ritorno è giocato con la stessa intensità, un Crotone che perde cinque volte in casa, ma per sei volte è corsaro in trasferta. Tutto sommato all'esordio nel torneo cadetto, il Crotone non ha sfigurato, grazie nono posto ottenuto. Il pugliese Andrea Deflorio, protagonista della scorsa promozione con 28 reti, anche in Serie B segna con continuità, sono 16 le reti che realizza, finalizzando al meglio il gioco espresso dai ragazzi di Papadopulo.

## Rosa
| N. |                   | Ruolo | Calciatore           |
| -- | ----------------- | ----- | -------------------- |
| 1  | Italia (bandiera) | P     | Luigi Sassanelli     |
| 2  | Italia (bandiera) | D     | Alessandro Erra      |
| 3  | Italia (bandiera) | D     | Salvatore Aronica    |
| 4  | Italia (bandiera) | D     | Marco Pecorari       |
| 5  | Italia (bandiera) | C     | Alfredo Cardinale    |
| 6  | Italia (bandiera) | C     | Domenico Giampà      |
| 7  | Italia (bandiera) | D     | Sandro Porchia       |
| 8  | Italia (bandiera) | C     | Carmine Leone        |
| 9  | Italia (bandiera) | A     | Alessandro Ambrosi   |
| 9  | Italia (bandiera) | A     | Giorgio Di Vicino    |
| 10 | Italia (bandiera) | C     | Piero Lo Gatto       |
| 11 | Italia (bandiera) | A     | Andrea Deflorio      |
| 12 | Italia (bandiera) | P     | Antonino Piazza      |
| 13 | Italia (bandiera) | C     | Raffaele Ametrano    |
| 14 | Italia (bandiera) | D     | Stefano Trinchera    |
| 14 | Italia (bandiera) | C     | Salvatore Basile     |
| 15 | Italia (bandiera) | C     | Giuseppe Finocchiaro |
| 17 | Italia (bandiera) | A     | Oberdan Biagioni     |
| 18 | Italia (bandiera) | C     | Mirko Pagliarini     |

| N. |                      | Ruolo | Calciatore              |
| -- | -------------------- | ----- | ----------------------- |
| 19 | Italia (bandiera)    | D     | Stefano Mercuri         |
| 20 | Italia (bandiera)    | C     | Luigi Lavecchia         |
| 20 | Brasile (bandiera)   | A     | César Augusto Sant'Anna |
| 20 | Argentina (bandiera) | A     | Gustavo Reggi           |
| 21 | Italia (bandiera)    | A     | Giuseppe Sculli         |
| 23 | Italia (bandiera)    | D     | Marcello Ferrara        |
| 23 | Italia (bandiera)    | A     | Nunzio Di Dio           |
| 25 | Italia (bandiera)    | C     | Matteo Superbi          |
| 26 | Francia (bandiera)   | D     | Jean-Pierre Cyprien     |
| 28 | Italia (bandiera)    | P     | Alessandro Cesaretti    |
| 30 | Italia (bandiera)    | A     | Cosimo Sarli            |
| 31 | Italia (bandiera)    | P     | Stefano Scarcia         |
| 32 | Slovenia (bandiera)  | A     | Matjaž Florijančič      |
| 32 | Croazia (bandiera)   | C     | Ivan Javorčić           |
| 33 | Italia (bandiera)    | D     | Alberto Nocerino        |
| 50 | Italia (bandiera)    | D     | Antonio De Miglio       |
| 78 | Italia (bandiera)    | C     | Jimmy Fialdini          |
| 94 | Italia (bandiera)    | D     | Paolo Ziliani           |

## Risultati

### Campionato

#### Girone di andata
| Arbitro: | Pieri (Genova) |

|                                         |           |  |
| Cammarata 20’ Sulcis 39’ Melis 52’, 60’ | Marcatori |  |

| Arbitro: | Morganti (Ascoli Piceno) |

|                            |           |               |
| Ambrosi 45+2’ Deflorio 49’ | Marcatori | 63’ Vecchiola |

| Arbitro: | Serena (Bassano del Grappa) |

|                              |           |  |
| Apa 1’, 81’ Pisano 9’ (rig.) | Marcatori |  |

| Arbitro: | Cassarà (Palermo) |

|  |           |                         |
|  | Marcatori | 58’ Eriberto 68’ Corini |

| Arbitro: | Gabriele (Frosinone) |

|                                   |           |                           |
| Pizzi 45’ Tedoldi 60’ Morante 65’ | Marcatori | 55’ Deflorio 63’ Pecorari |

| Arbitro: | Paparesta (Bari) |

|               |           |             |
| Bettarini 53’ | Marcatori | 36’ Ambrosi |

| Arbitro: | Fausti (Milano) |

|                           |           |  |
| Deflorio 65’ Giampà 90+4’ | Marcatori |  |

| Arbitro: | Morganti (Ascoli Piceno) |

|  |           |                                                  |
|  | Marcatori | 38’ Deflorio 53’ Fialdin 63’ (rig.), 71’ Ambrosi |

| Arbitro: | Cassarà (Palermo) |

|              |           |             |
| Fialdini 35’ | Marcatori | 69’ Jovicic |

| Arbitro: | Pirrone (Messina) |

|  |           |             |
|  | Marcatori | 67’ Cyprien |

| Arbitro: | Gabriele (Frosinone) |

|                    |           |  |
| Ambrosi 78’ (rig.) | Marcatori |  |

| Arbitro: | Pieri (Genova) |

|              |           |  |
| Ferrante 22’ | Marcatori |  |

| Arbitro: | Braschi (Prato) |

|                                      |           |              |
| Pecorari 13’ Giampà 52’ Deflorio 78’ | Marcatori | 8’ Di Natale |

| Arbitro: | Bonfrisco (Monza) |

|                       |           |  |
| Sturba 17’ Scarpa 78’ | Marcatori |  |

| Arbitro: | Fausti (Milano) |

|                            |           |                                  |
| Superbi 1’ Florijancic 75’ | Marcatori | 25’ Campolonghi 90+3’ Tiribocchi |

| Arbitro: | Trefoloni (Siena) |

|  |           |              |
|  | Marcatori | 32’ Deflorio |

| Crotone 23 dicembre 2000 17ª giornata | Crotone            | 0 – 0 | Genoa | Stadio Ezio Scida\| Arbitro: \| Palmieri (Cosenza) \| |
| Arbitro:                              | Palmieri (Cosenza) |       |       |                                                       |

| Arbitro: | Trefoloni (Siena) |

|               |           |                            |
| Giampaolo 38’ | Marcatori | 30’, 90+4’ (rig.) Deflorio |

| Arbitro: | Racalbuto (Gallarate) |

|  |           |                                |
|  | Marcatori | 40’ (rig.) Dell'Anno 57’ Benin |

#### Girone di ritorno
| Arbitro: | Serena (Bassano del Grappa) |

|                |           |              |
| Sculli 3’, 16’ | Marcatori | 74’ Beghetto |

| Arbitro: | Trefoloni (Siena) |

|                    |           |                            |
| Tentoni 72’ (rig.) | Marcatori | 77’ Fialdini 90+4’ Aronica |

| Arbitro: | Tombolini (Ancona) |

|              |           |                         |
| Deflorio 19’ | Marcatori | 12’ Zampagna 63’ Pavone |

| Arbitro: | Preschern (Mestre) |

|                                                |           |                |
| Corini 38’ (rig.) F. Cossato 62’ Corradi 90+6’ | Marcatori | 12’ Pagliarini |

| Arbitro: | P. Rossi (Ciampino) |

|                                                      |           |                                          |
| Deflorio 32’ (rig.), 45+1’ Pecorari 66’ Fialdini 90’ | Marcatori | 39’ Foggia 56’ (aut.) Giampà 74’ Murgita |

| Arbitro: | Bertini (Arezzo) |

|                         |           |                                |
| Giampà 15’ Deflorio 41’ | Marcatori | 29’ Maini 70’ (rig.) Di Napoli |

| Arbitro: | Rosetti (Torino) |

|                 |           |                   |
| Maltagliati 88’ | Marcatori | 26’, 29’ Deflorio |

| Arbitro: | Castellani (Verona) |

|           |           |  |
| Reggi 55’ | Marcatori |  |

| Arbitro: | P. Rossi (Ciampino) |

|                       |           |                  |
| Flachi 2’, 21’ (rig.) | Marcatori | 70’ (rig.) Reggi |

| Arbitro: | Palmieri (Cosenza) |

|                         |           |                |
| Di Vicino 85’ Reggi 89’ | Marcatori | 90+3’ Rutzittu |

| Arbitro: | Preschern (Mestre) |

|                  |           |  |
| Parente 20’, 22’ | Marcatori |  |

| Arbitro: | Racalbuto (Gallarate) |

|  |           |            |
|  | Marcatori | 52’ Calaiò |

| Arbitro: | Fausti (Milano) |

|                                               |           |                              |
| Di Natale 4’ Maccarone 12’, 33’ Bresciano 64’ | Marcatori | 24’ Pagliarini 90+1’ Cyprien |

| Arbitro: | Palmieri (Cosenza) |

|                         |           |                       |
| Sculli 30’ Fialdini 83’ | Marcatori | 35’ Sturba 89’ Turato |

| Arbitro: | Zaltron (Bassano del Grappa) |

|             |           |           |
| Voria 90+2’ | Marcatori | 88’ Sarli |

| Arbitro: | Pieri (Genova) |

|  |           |                |
|  | Marcatori | 29’ Di Michele |

| Arbitro: | Zaltron (Bassano del Grappa) |

|                             |           |  |
| Francioso 60’ Mutarelli 65’ | Marcatori |  |

| Arbitro: | Morganti (Ascoli Piceno) |

|                   |           |  |
| Deflorio 16’, 65’ | Marcatori |  |

| Terni 10 giugno 2001 38ª giornata | Ternana              | 0 – 0 | Crotone | Stadio Libero Liberati\| Arbitro: \| Gabriele (Frosinone) \| |
| Arbitro:                          | Gabriele (Frosinone) |       |         |                                                              |

### Coppa Italia
| Arbitro: | Pirrone (Messina) |

|                    |           |                                  |
| Ambrosi 55’ (rig.) | Marcatori | 23’, 61’ Bresciano 60’ Di Natale |

| Arbitro: | Nucini (Bergamo) |

|                  |           |                |
| Jovicic 13’, 67’ | Marcatori | 38’ Pagliarini |

| Arbitro: | Palmieri (Cosenza) |

|  |           |              |
|  | Marcatori | 55’ Pandolfi |